# Parti de la défense nationale
Le Parti de la défense nationale est un parti politique palestinien créé par Raghib al-Nashashibi pendant le mandat britannique sur la Palestine. Il est fondé en décembre 1934 à l'initiative d'une des grandes familles de la Palestine, les Nashashibi, pour endiguer la montée en puissance de la maison rivale des Husseini. Ceux-ci répliquent en créant en 1935 leur propre parti politique, le Parti arabe palestinien, tandis qu'une troisième grande famille, les Khalidi, crée le Parti de la réforme (en). Ces trois partis, largement clientélistes, ne sont pas formés d'adhérents individuels mais cherchent l'adhésion de familles étendues ou de villages entiers.
L'objectif du Parti de la défense nationale était l'indépendance de la Palestine, et la suprématie arabe sur le Moyen-Orient.
Le parti ne reconnaît aucun engagement international susceptible de compromettre l'indépendance arabe.